# Bart De Clercq
Bart De Clercq (Zottegem, Provincia de Flandes Oriental, 26 de agosto de 1986) es un ciclista belga que fue profesional entre 2011 y 2019.

## Biografía
Debutó como profesional con el equipo Omega Pharma-Lotto en 2011, equipo con el que permaneció hasta 2017.
Su mejor actuación como profesional fue en la séptima etapa del Giro de Italia 2011, con llegada en Montevergine di Mercogliano, donde se impuso a dos ilustres como Michele Scarponi y Roman Kreuziger, segundo y tercer clasificado de la etapa, respectivamente.
En septiembre de 2019 anunció su retirada como ciclista profesional al término de la temporada debido a problemas físicos.

## Palmarés
2011
- 1 etapa del Giro de Italia

2015
- 1 etapa del Tour de Polonia

## Resultados en Grandes Vueltas
Durante su carrera deportiva consiguió los siguientes puestos en las Grandes Vueltas:
| Carrera | Carrera         | 2011 | 2012 | 2013 | 2014 | 2015 | 2016 | 2017 | 2018 | 2019 |
| ------- | --------------- | ---- | ---- | ---- | ---- | ---- | ---- | ---- | ---- | ---- |
|         | Giro de Italia  | 27.º | 40.º | —    | —    | —    | —    | Ab.  | —    | —    |
|         | Tour de Francia | —    | —    | 38.º | Ab.  | —    | —    | —    | —    | —    |
|         | Vuelta a España | —    | 17.º | Ab.  | 34.º | 14.º | 53.º | 40.º | —    | —    |

—: no participa

Ab.: abandono

## Equipos
- Lotto (2011-2017)
  - Omega Pharma-Lotto (2011)
  - Lotto Belisol Team (2012)
  - Lotto Belisol (2013-2014)
  - Lotto-Soudal (2015-2017)
- Wanty-Groupe Gobert (2018-2019)
  - Wanty-Groupe Gobert (2018)
  - Wanty-Gobert Cycling Team (2019)